# Unió de Tradicionalistes Georgians
Unió de Tradicionalistes Georgians (georgià ქართველ ტრადიციონალისტთა კავშირი Kartvel Traditsionalistta Kavshiri) és un partit polític de Geòrgia. Fou creat el 1942 a Berlín per distingits emigrats georgians com el príncep Irakli Bagration-Mukhraneli (president), Zurab Avalishvili, Mikheil Tsereteli, Grigol Robakidze, Kita Chkhenkeli, Shalva Maglakelidze, Shalva Amirejibi, Spiridon Kedia, Markoz Tugushi, Giorgi Kvinitadze, Leo Kereselidze, Revaz Gabashvili, David Vachnadze, Alexandre Asatiani, Svimon Tsitsishvili i altres.
Els seus objectius eren lluitar per a la restauració de la independència estatal de Geòrgia i la restauració d'una monarquia constitucional. Durant la Segona Guerra Mundial la Unió va col·laborar amb la Wehrmacht alemanya.
En 1989 la Unió va ser restaurada a Tbilisi com a partit pro-occidental, partidari de l'economia de lliure mercat i l'entrada de Geòrgia a l'OTAN i a la Unió Europea. El 1990 - 1992 aquesta organització formà part de la coalició de partits polítics Mrgvali Magida - Tavisupali Sakartvelo (Taula Rodona - Geòrgia Lliure), liderada per Zviad Gamsakhurdia, que va guanyar les primeres eleccions pluripartidistes el 28 d'octubre de 1990. El cap de la Unió, Akaki Asatiani, va ser vicepresident (1990 - 1991) i president (1991 - 1992) del Consell Suprem de la República de Geòrgia. A les eleccions legislatives georgianes de 1995 va obtenir 89.752 vots (el 4,22%) i 2 escons al Parlament de Geòrgia.
A les eleccions legislatives georgianes de 2004 el partit formà part de l'Aliança Democràtica Nacional, que només va obtenir el 2,5% dels vots i cap escó. A les eleccions legislatives georgianes de 2008 es presentà com a part del Bloc Electoral Tradicionalistes – Geòrgia Nostra i Partit de les Dones, però només va obtenir 7.880 vots (0,44%) i no obtingué representació parlamentària.